# 二郎坪乡
二郎坪乡是中国河南省南阳市西峡县下辖的一个乡。

## 行政区划
二郎坪乡下辖：中坪村、西庄河村、蒿坪村、大庙村、草湖峪村、湾潭村、二朗坪村、汉王城村、石庙村、黄龙庙村、白果坪村、栗坪村。